# Shigeru Kanda
Shigeru Kanda est un astronome japonais.

## Biographie

### Carrière
Avant la Seconde Guerre mondiale, il a collecté des estimations d’étoiles variables pour la Société astronomique du Japon. Il a créé le J.A.S.A. en 1945 et a commencé à publier des rapports annuels des observations stellaires variables à cette époque.

## Postérité
L'astéroïde (2248) Kanda est nommé en son honneur.